# Эдуар Ардайон
Эдуар Ардайон (фр. Édouard Ardaillon; 4 мая 1867, Мазер, Франция — 19 сентября 1926, Оран, Алжир) — французский историк, археолог, географ, педагог. Ректор Алжирского и Безансонского университетов (1908—1926). Председатель Географического общества Франции (1901).

## Биография
Учился в Католическом колледже для мальчиков Сент-Мари в Сен-Андре-де-Кубзак, лицее Людовика Великого (1884—1887). В 1887 году поступил в Высшую нормальную школу Парижа, где в 1890 году получил степень агреже, затем продолжил учёбу во Французской школе Афин (до 1891).
В 1897 году защитил диссертацию о Лаврийских рудниках — серебряных рудниках близ Афин, богатые месторождения которых и интенсивная эксплуатация сыграли ключевую роль в развитии афинского могущества в классический период.
Он также проводил раскопки в порту Дилос, занимался исследованиями в Кикладах, Ионии, Лидии и на Родосе. В июне 1894 года, когда он был в Афинах, женился на молодой гречанке, от которой у него родилось двое детей.
С ноября 1896 года преподавал географию на факультете искусств в университете Лилля, где в 1899 году стал заведующим кафедрой географии. Его карьера получила поощрение и поддержку со стороны Жоржа Перро, директора Высшей нормальной школы; Теофиля Омолля, директора Французской школы Афин, и Шарля Байе, ректора университета Лилля.
В 1905 году он стал ректором Безансонского университета, был ректором Алжирского университета.

## Источник
- Carré François, «Edouard Ardaillon (1867—1926). Un géographe méditerranéen à Lille», Hommes et Terres du Nord, 1991